# Йоун Йоунссон
Йоун Дагбьяртюр Йоунссон (исл. Jón Dagbjartur Jónsson; 11 апреля 1908, Аднар-фьорд, Вестфирдир — 2 августа 1973, Рейкьявик) — исландский ватерполист, нападающий; пловец. Участник летних Олимпийских игр 1936 года.

## Биография
Йоун Йоунссон родился 11 апреля 1908 года в исландском поселении на Аднар-фьорде.
Занимался плаванием и водным поло. В 1930-е годы несколько раз устанавливал рекорды Исландии в плавании.
В 1936 году вошёл в состав сборной Исландии по водному поло на летних Олимпийских играх в Берлине, поделившей 13-16-е места. Играл на позиции нападающего, провёл 3 матча, мячей (по имеющимся данным) не забрасывал.
Работал художником и тренером по плаванию.
Умер 2 августа 1973 года в больнице Копавогюр исландского города Рейкьявик из-за травм, полученных незадолго до этого после падения с крыши дома, которую он красил.

## Семья
Жена — Свава Сигюрдардоуттир (1920—1994). Поженились в 1941 году. Вырастили трёх дочерей.